# Chet Winters
Chester «Chet» Winters (Chicago, 22 de octubre de 1960) es un exjugador de fútbol americano estadounidense que jugó como corredor. Jugó fútbol americano universitario para los Oklahoma Sooners y luego fue miembro de los Pittsburgh Steelers y Green Bay Packers de la National Football League (NFL), así como de los New Jersey Generals de la United States Football League (USFL).

## Primeros años de vida
Winters nació el 22 de octubre de 1960 en Chicago, Illinois. Asistió a Jacksonville High School en Arkansas y es uno de los seis alumnos que alguna vez llegaron a la NFL. Fue considerado uno de los mejores corredores del estado y fue seleccionado para el «Súper Equipo» de Arkansas de Associated Press en su último año en 1978, después de haber ayudado a Jacksonville a ganar el campeonato de Clase AAAA. Winters sumó más de 2000 yardas terrestres y 36 touchdowns en su estadía en Jacksonville. Se comprometió a jugar fútbol americano universitario para los Oklahoma Sooners.

## Carrera universitaria
Como verdadero estudiante de primer año en la Universidad de Oklahoma en 1979, Winters estaba detrás de Billy Sims en prioridad terrestre y corrió 16 veces para 123 yardas (un promedio de 7,7) y dos touchdowns. Después de que Sims se graduó, Winters vio más tiempo de juego en la temporada de 1980, aunque detrás de David Overstreet, registrando 79 intentos terrestres para 370 yardas y cuatro touchdowns, mientras Oklahoma ganaba el campeonato de la conferencia con un récord de 10-2.
Winters vio acción limitada en sus dos últimas temporadas detrás de Buster Rhymes y luego de Marcus Dupree, solo tuvo 140 yardas terrestres y ningún touchdown en 1981 y solo 60 yardas sin anotaciones en 1982. Habiendo estado detrás de otros en prioridad terrestre durante toda su estadía en Oklahoma, Winters terminó su carrera universitaria corriendo 144 veces para 693 yardas (un promedio de 4.8) con siete touchdowns. También registró cuatro recepciones para 57 yardas.

## Carrera profesional
Después de no ser seleccionado en el Draft de la NFL de 1983, los Pittsburgh Steelers contrataron a Winters como agente libre no reclutado. Lideró al equipo en acarreos en su primer juego de pretemporada y terminó la pretemporada con 32 acarreos para 102 yardas, pero finalmente fue liberado durante los recortes en la plantilla.
Winters hizo una prueba para los New York Giants el mes después de su liberación y cerca del final de octubre hizo una prueba con los Green Bay Packers. Fue contratado por los Packers después de su prueba como reemplazo de Eddie Lee Ivery, quien fue colocado en la lista de reserva. Hizo su debut en la NFL en la victoria de los Packers por 35-21 sobre los Cleveland Browns en la semana 10 y apareció en tres juegos más de la temporada. Tuvo sus únicos toques en la derrota de la semana 12 ante los Detroit Lions, realizando tres devoluciones de patada inicial para 28 yardas. Los Packers lo liberaron en julio de 1984.
Winters firmó con los New Jersey Generals de la United States Football League (USFL) en octubre de 1984; el equipo lo había seleccionado previamente en el Draft territorial de la USFL de 1983. No llegó a la lista final.